# Resolució 1721 del Consell de Seguretat de les Nacions Unides
La Resolució 1721 del Consell de Seguretat de les Nacions Unides fou adoptada per unanimitat l'1 de novembre de 2006. Després de recordar resolucions anteriors sobre la situació a Costa d'Ivori, el Consell va ampliar els mandats de transició del president Laurent Gbagbo i el primer ministre Charles Konan Banny per no més d'un any.
Malgrat el pas de la Resolució 1721, el president Gbagbo va declarar la seva intenció de no aplicar-lo perquè "infringia" els aspectes de la llei de Costa d'Ivori; Els esforços del Primer Ministre Banny per implementar la resolució van ser neutralitzats per Gbagbo.

## Resolució

### Observacions
El Consell era conscient que els mandats constitucionals del president Laurent Gbagbo va expirar el 30 d'octubre de 2005 i l'Assemblea Nacional de Costa d'Ivori el 16 de desembre de 2005. Hi havia preocupació per la persistència de la crisi a Costa d'Ivori i el patiment a gran escala de la població. També va condemnar les violacions dels drets humans i dret internacional humanitari.

### Actes
Actuant sota el Capítol VII de la Carta de les Nacions Unides, el Consell va reconèixer la impossibilitat de celebrar eleccions fins al 31 d'octubre de 2006. Va donar suport a la decisió del Consell de Pau i Seguretat de la Unió Africana per estendre els períodes de transició de Gbagbo i Banney per un període no superior a dotze mesos. El primer ministre no podia presentar-se a les eleccions, i havia de dur a terme els acords assolits, en particular:
- l'execució del programa de desarmament, desmobilització i reintegració;
- inscripció de votants;
- Desarmament i desmantellament de la milícia;
- restaurar l'autoritat de l'estat arreu del país;
- preparatius tècnics per a les eleccions;
- realitzeu reformes de l'exèrcit.

La resolució exigia que totes les parts de Costa d'Ivori acabessin amb totes les incitacions a l'odi i la violència a través dels mitjans de comunicació o la violència en general. També van haver de garantir la llibertat de moviment i la seguretat dels nacionals ivorians a tot el país.
Al mateix temps, van renovar el mandat de l'Alt Representant per a les eleccions de la resolució 1603 (2005) per un període de dotze mesos. La Unió Africana va animar al representant a exercir un paper més important en la resolució de disputes relacionades amb les eleccions i, per tant, va ser l'única autoritat autoritzada per intervenir a resoldre problemes i certificar estadis del procés electoral.
Mentrestant, es va demanar a l'Operació de les Nacions Unides a Costa d'Ivori (UNOCI) que donés protecció al personal de les Nacions Unides. Es va instar a tots els països a evitar la transferència de grups armats o d'armes a Costa d'Ivori. Finalment, el Consell va concloure subratllant la responsabilitat de totes les parts de Costa d'Ivori d'implementar el procés de pau.